# Anadara antiquata
Sò lông, tên khoa học Anadara antiquata, là một loài thân mềm hai mảnh vỏ trong họ Arcidae. Loài này thường xuất hiện ở các vùng biển Ấn Độ Dương - Thái Bình Dương. 